# 王鴻勳
王鴻勳（？年—？年），字銘鼎，順天府文安縣潘平里人，雍正二年（1724年）甲辰科舉人，八年（1730年）任四川省順慶府鄰水縣知縣。五月，經河南總督田文鏡奏請，升補山東兗寧道。九年（1731年），被參知縣任內有縱役殃民。